# Bałażer
Bałażer (ukr. Балажер, węg. Beregdéda) – wieś na Ukrainie w rejonie berehowskim obwodu zakarpackiego. W 2001 r. liczyła 816 mieszkańców.
Pierwsza wzmianka o wsi pochodzi z 1461 roku. W drugiej połowie XV wieku zbudowano kościół rzymskokatolicki.